# NGC 5890
NGC 5890 là một thiên hà dạng thấu kính không có giới hạn trong chòm sao Thiên Bình. Nó được phát hiện vào tháng 4 năm 1785 bởi Ormond Stone.